# 伊藤春男
伊藤 春男（いとう はるお）は、宮城県加美町出身の元プロ野球選手。ポジションは投手。

## 経歴
宮城県加美町出身。宮城県古川高等学校時代に秋季県大会、春選抜大会優勝。高校卒業後1955年毎日オリオンズ入団。同期に鈴木徹がいる。
一軍出場は無く、1年で退団。

### 背番号
- 50（1955年）